# The Price (песня Twisted Sister)
«The Price» (рус. Цена) — песня американской глэм-метал-группы Twisted Sister с альбома Stay Hungry 1984 года.
Выпущенный в качестве сингла, он достиг 19-го места на американском хит-параде Hot Mainstream Rock Tracks.

## Музыкальное видео
Видео было снято в 1985 году в Бингемтоне, штат Нью-Йорк. на мемориальной арене ветеранов, которая была принимающей стороной многих рок исполнителей, таких как Оззи Осборн, Элис Купер, KISS, Metallica, Mötley Crüe, Poison, и многих других.

## Дополнительные факты
На фестивале Wacken Open Air 2015 песня была исполнена в сопровождении Симфонического оркестра.
Песня была исполнена в июле 2016 в честь памяти погибшего в 2015 году ударника группы Эй Джей Пиро, которого на концерте заменил бывший ударник прогрессив-метал группы Dream Theater Майк Портной.

## Чарты
| Chart (1985)                                  | Peak position |
| --------------------------------------------- | ------------- |
| US Bubbling Under Hot 100 Singles (Billboard) | 108           |